# Leoprechting (Regensburg)

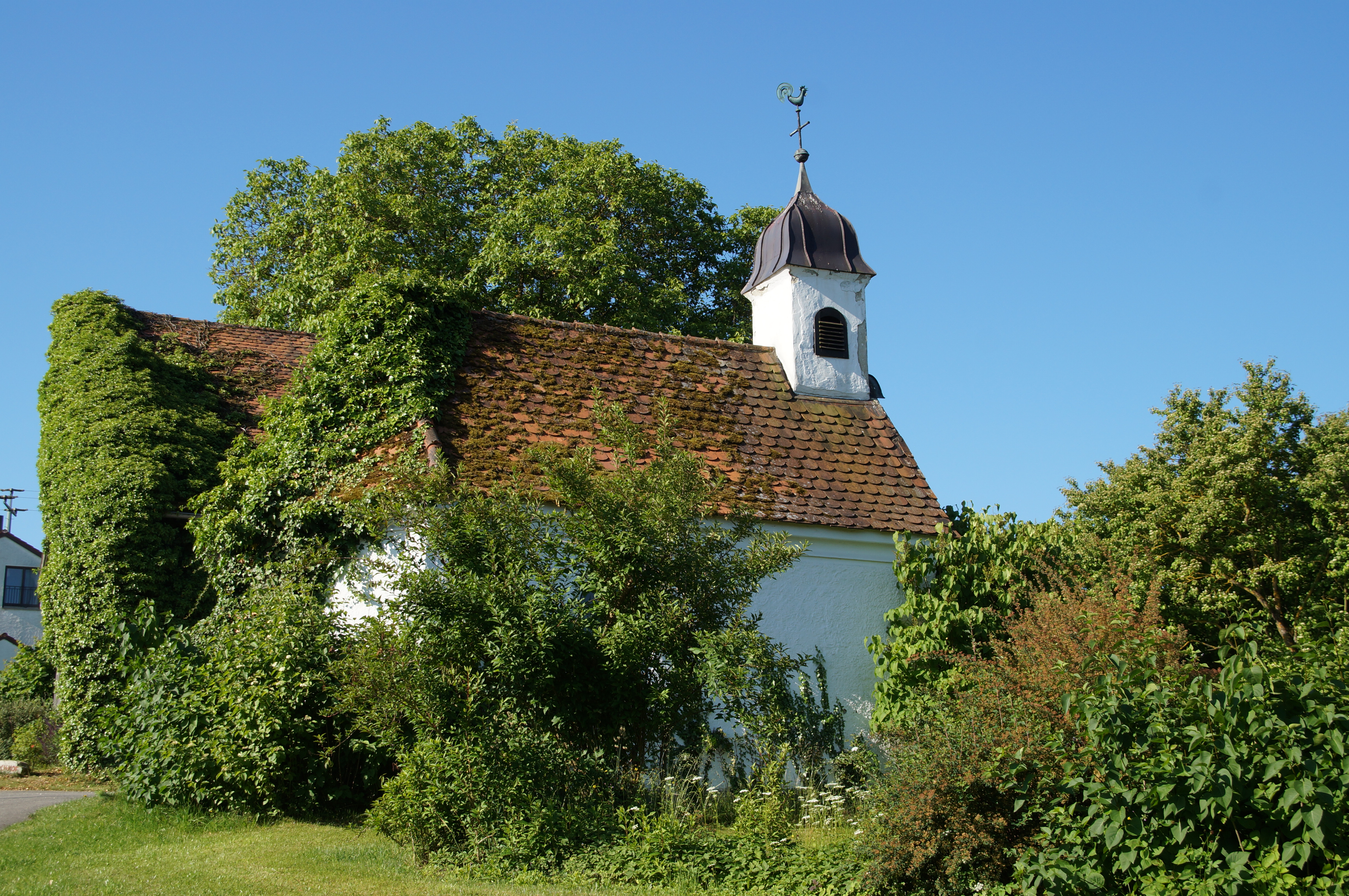
Kapelle „Vierzehn Nothelfer“ in Leoprechting

Leoprechting  ist ein Dorf im Stadtbezirk 13 Oberisling-Leoprechting-Graß der Stadt Regensburg, Bayern, auf der Gemarkung Graß. Der ehemals ländliche Charakter des Ortes hat sich auch nach Inbetriebnahme der nördlich benachbarten Universität Regensburg und des Universitätsklinikums Regensburg in den Jahren nach 1970 nicht vollständig verloren.

## Lage
Leoprechting liegt südlich des Universitätsklinikums Regensburg in einer West-Ost-Senke, der sogenannten Graßer Mulde, die den von West nach Ost verlaufenden Höhenzug des Ziegetsberges südlich über ca. 6 km begleitet. Die Senke beginnt im Westen bei Pentling und läuft im Osten bei Burgweinting in der Donauebene aus.

## Geschichte
In Leoprechting wurden Hinweise auf eine Siedlung der Jungsteinzeit und eine Villa rustica der römischen Kaiserzeit gefunden. Richtung Oberisling finden sich Siedlungen der Spätbronzezeit und der Mittel- bis Spätlatènezeit. Um 1100 ist in Leoprechting Weinbau nachgewiesen.
Die nahe gelegene Burg Graß wurde wohl im 12. Jahrhundert erbaut, erwähnt wird sie Anfang des 14. Jahrhunderts. Die Deutschordenskommende Regensburg konnte im 14. und 16. Jahrhundert in zwei Teilen die Hofmark Graß erwerben. Die Bauern von Graß, Leoprechting und Oberisling  blieben über Jahrhunderte Untertanen der Deutschordenskommende St. Ägid. Mit dem Reichsdeputationshauptschluss von 1803 fiel der Ort zunächst an das Fürstentum Regensburg Karl Theodor von Dalbergs und nur sieben Jahre später, 1810, an Bayern. 1818 entstand mit dem bayerischen Gemeindeedikt die „Ruralgemeinde“ Graß, zu der das Dorf Leoprechting zugeordnet wurde.  Am 1. Januar 1970 wurde die 416,35 Hektar große Gemeinde Graß mit Leoprechting im Zuge der Gebietsreformen und wegen der Planungen zum Bau des Universitätsklinikums mit der Nachbargemeinde Oberisling zusammengefasst. Am 1. Januar 1977 wurden die vereinten Gemeinden in die Stadt Regensburg eingemeindet.

## Kapelle
- Kapelle Vierzehn Nothelfer, abgewalmter Satteldachbau mit Giebeldachreiter und Welscher Haube, 1930[6]